# Sphaeriestes nigrocyaneus
Sphaeriestes nigrocyaneus es una especie de coleóptero de la familia Salpingidae.

## Distribución geográfica
Habita en India.